# Simac Ladies Tour 2023
De Simac Ladies Tour 2023 werd verreden van dinsdag 5 tot en met zondag 10 september in Nederland. Het was de 25e editie van de rittenkoers, die vanaf 2017 behoort tot de UCI Women's World Tour. De ronde telde zes etappes, inclusief een proloog en een tijdrit. Voor de eerste keer in de historie van de wedstrijd werd een etappe buiten Nederland verreden: de tijdrit vond plaats in de Belgische stad Leuven. Titelverdedigster was Lorena Wiebes. Zij werd opgevolgd door haar ploeggenote en wereldkampioene Lotte Kopecky.

## Deelnemers
Twaalf van de vijftien World Tourploegen namen deel, aangevuld met zes continentale teams. Een maand van tevoren maakte Olympisch kampioene tijdrijden Annemiek van Vleuten bekend dat de Simac Ladies Tour de laatste wedstrijd in haar carrière zou zijn. Zij gold als een van de favorieten op de eindzege, net als wereldkampioene Lotte Kopecky, Tourwinnares Demi Vollering, Nederlands kampioene tijdrijden Riejanne Markus en de Poolse Katarzyna Niewiadoma. Voor dagzeges waren Europees kampioene Lorena Wiebes, Charlotte Kool en Elisa Balsamo favoriet.
| Nrs.  | UCI World-Tourteam         | Nrs.    | UCI World-Tourteam | Nrs.    | UCI continentale teams         |
| ----- | -------------------------- | ------- | ------------------ | ------- | ------------------------------ |
| 1-7   | Team SD Worx               | 61-67   | Lidl-Trek          | 121-127 | Ceratizit-WNT                  |
| 11-17 | Movistar                   | 71-77   | Liv Racing TeqFind | 131-137 | Lifeplus Wahoo                 |
| 21-27 | Jumbo-Visma                | 81-87   | DSM-Firmenich      | 141-147 | AG Insurance-Soudal Quick-Step |
| 31-37 | Canyon-SRAM                | 91-97   | Jayco AlUla        | 151-157 | GT Krush Rebel Lease           |
| 41-47 | Fenix-Deceuninck           | 101-107 | UAE Team ADQ       | 161-167 | Parkhotel Valkenburg           |
| 51-57 | Israel Premier Tech Roland | 111-117 | Uno-X              | 171-177 | Lotto Dstny Ladies             |

## Etappe-overzicht
De etappekoers begon met een proloog van 3,2 kilometer in Ede. De eerste etappe was een rit in lijn met start en finish in Gennep. Op de derde dag vond een tijdrit plaats van 7,2 kilometer in de Belgische stad Leuven. De derde etappe ging van Emmeloord naar Batavia Stad in Lelystad. De koninginnenrit bestond uit een parcours door het Limburgse Heuvelland en met twee rondes over Geulhemmerberg, Bemelerberg en Cauberg had met name de finale van deze etappe sterke gelijkenissen met de Amstel Gold Race. De slotrit had net als het voorgaande jaar de start en finish in Arnhem, met zeven passages over de Posbank.
| etappe | datum | start      | finish   | profiel             | afstand  | winnaar        | klassementsleider |
| ------ | ----- | ---------- | -------- | ------------------- | -------- | -------------- | ----------------- |
| P      | 5-9   | Ede        | Ede      | Proloog             | 2,4 km   | Charlotte Kool | Charlotte Kool    |
| 1e     | 6-9   | Gennep     | Gennep   | Vlakke rit          | 139,6 km | Elisa Balsamo  | Charlotte Kool    |
| 2e     | 7-9   | Leuven     | Leuven   | Individuele tijdrit | 7,2 km   | Lotte Kopecky  | Lotte Kopecky     |
| 3e     | 8-9   | Emmeloord  | Lelystad | Vlakke rit          | 149 km   | Charlotte Kool | Lotte Kopecky     |
| 4e     | 9-9   | Valkenburg | Cauberg  | Heuvelrit           | 131,6 km | Lotte Kopecky  | Lotte Kopecky     |
| 5e     | 10-9  | Arnhem     | Arnhem   | Heuvelrit           | 150,5 km | Lorena Wiebes  | Lotte Kopecky     |

## Etappe-uitslagen

### Proloog

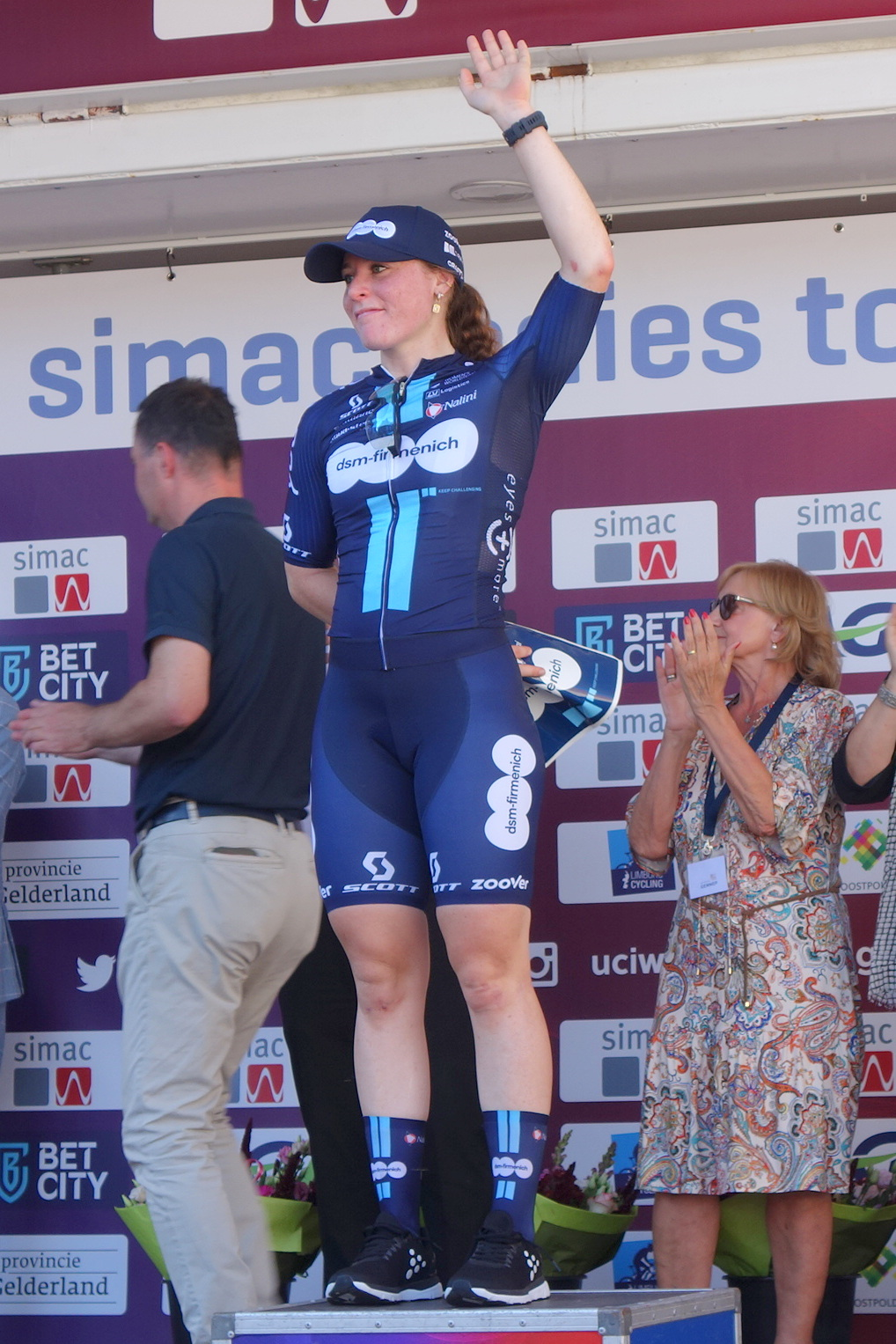
Charlotte Kool won de proloog

| Dinsdag 5 september: Ede - Ede (2,4 km) |                    |               |       |
| Plaats                                  | Naam               | Ploeg         | Tijd  |
| Winnaar                                 | Charlotte Kool     | DSM-Firmenich | 3'04" |
| 2                                       | Riejanne Markus    | Jumbo-Visma   | + 4"  |
| 3                                       | Lotte Kopecky      | Team SD Worx  | z.t.  |
| 4                                       | Lorena Wiebes      | Team SD Worx  | + 5"  |
| 5                                       | Demi Vollering     | Team SD Worx  | + 6"  |
| 6                                       | Anna Henderson     | Jumbo-Visma   | + 7"  |
| 7                                       | Maike van der Duin | Canyon-SRAM   | z.t.  |
| 8                                       | Elisa Balsamo      | Lidl-Trek     | + 8"  |
| 9                                       | Zoe Bäckstedt      | Canyon-SRAM   | z.t.  |
| 10                                      | Pfeiffer Georgi    | DSM-Firmenich | z.t.  |

### 1e etappe

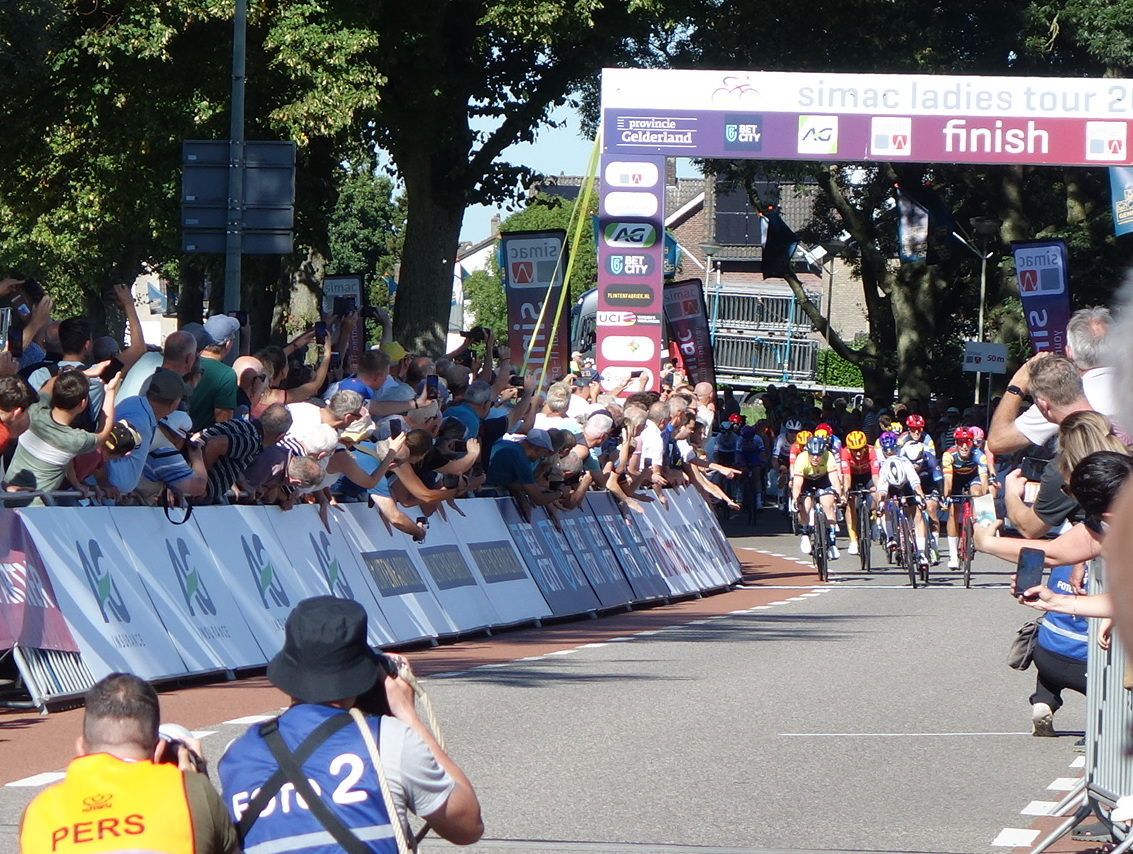
Balsamo versloeg Wiebes in Gennep

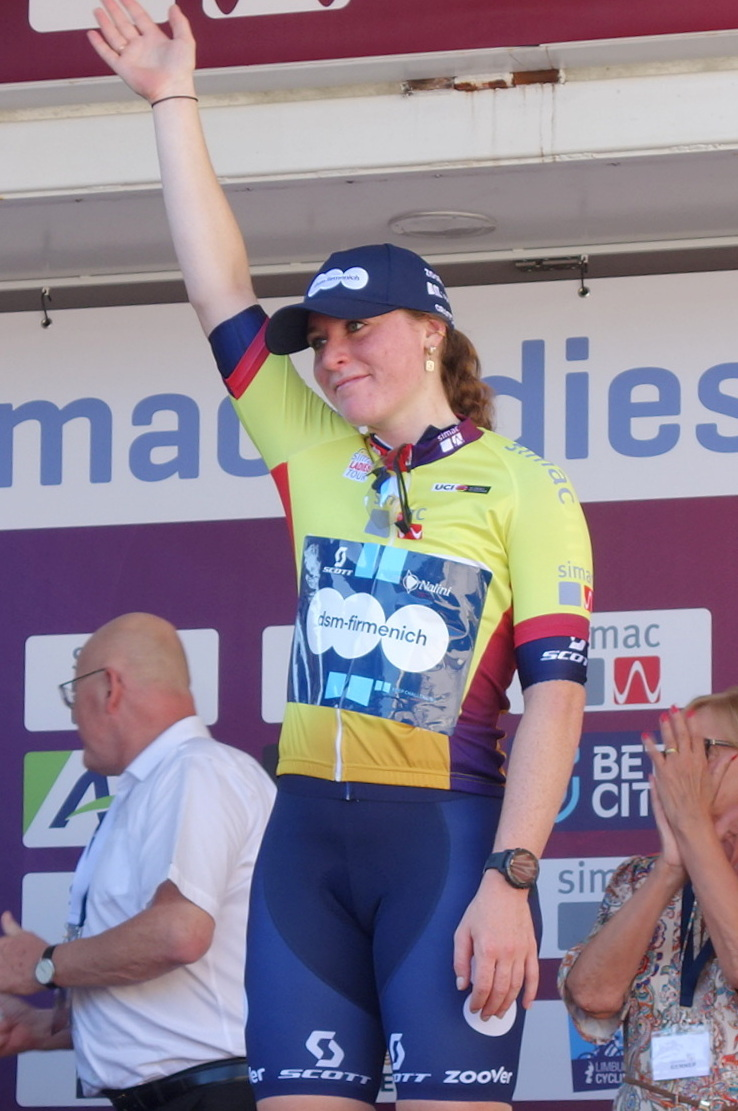
Charlotte Kool droeg twee dagen het geel

| Woensdag 6 september: Gennep - Gennep (139,6 km) |                           |               |          |
| Plaats                                           | Naam                      | Ploeg         | Tijd     |
| Winnaar                                          | Elisa Balsamo             | Lidl-Trek     | 3u28'45" |
| 2                                                | Lorena Wiebes             | Team SD Worx  | z.t.     |
| 3                                                | Charlotte Kool            | DSM-Firmenich | z.t.     |
| 4                                                | Arlenis Sierra            | Movistar      | z.t.     |
| 5                                                | Maria Giulia Confalonieri | Uno-X         | z.t.     |
| 6                                                | Letizia Paternoster       | Jayco AlUla   | z.t.     |
| 7                                                | Maike van der Duin        | Canyon-SRAM   | z.t.     |
| 8                                                | Chiara Consonni           | UAE Team ADQ  | z.t.     |
| 9                                                | Anna Henderson            | Jumbo-Visma   | z.t.     |
| 10                                               | Ilaria Sanguineti         | Lidl-Trek     | z.t.     |

### 2e etappe (tijdrit)
| Donderdag 7 september: Leuven - Leuven (7,2 km) |                         |                                |       |
| Plaats                                          | Naam                    | Ploeg                          | Tijd  |
| Winnaar                                         | Lotte Kopecky           | Team SD Worx                   | 8'59" |
| 2                                               | Riejanne Markus         | Jumbo-Visma                    | + 2"  |
| 3                                               | Zoe Bäckstedt           | Canyon-SRAM                    | + 11" |
| 4                                               | Anna Henderson          | Jumbo-Visma                    | z.t.  |
| 5                                               | Christina Schweinberger | Fenix-Deceuninck               | + 13" |
| 6                                               | Demi Vollering          | Team SD Worx                   | + 15" |
| 7                                               | Georgia Baker           | Jayco AlUla                    | + 16" |
| 8                                               | Lorena Wiebes           | Team SD Worx                   | + 18" |
| 9                                               | Ally Wollaston          | AG Insurance-Soudal Quick-Step | + 19" |
| 10                                              | Pfeiffer Georgi         | DSM-Firmenich                  | z.t.  |

### 3e etappe

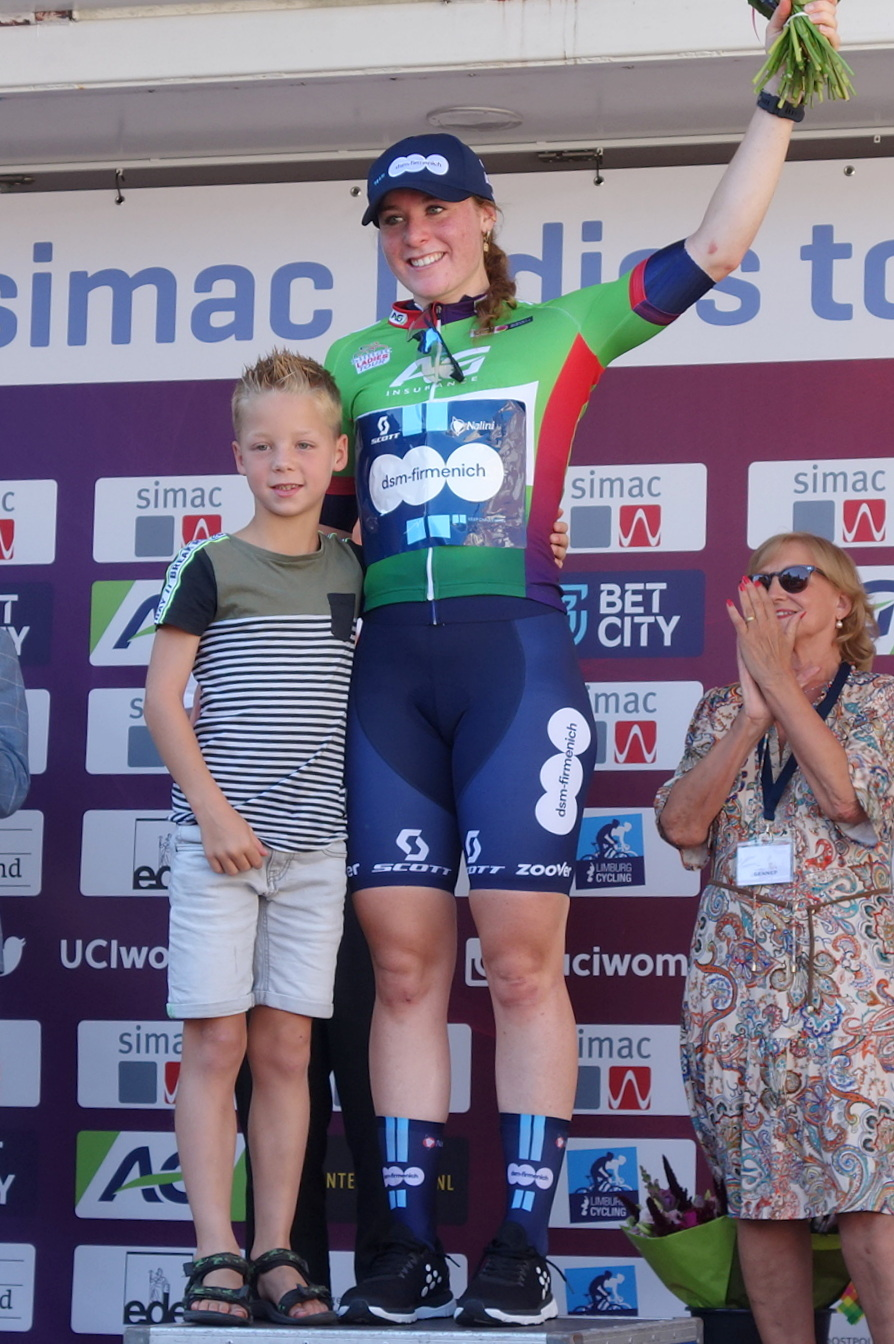
Charlotte Kool won de etappe in Lelystad

| Vrijdag 8 september: Emmeloord - Lelystad (149 km) |                         |                                |          |
| Plaats                                             | Naam                    | Ploeg                          | Tijd     |
| Winnaar                                            | Charlotte Kool          | DSM-Firmenich                  | 3u38'02" |
| 2                                                  | Lorena Wiebes           | Team SD Worx                   | z.t.     |
| 3                                                  | Elisa Balsamo           | Lidl-Trek                      | z.t.     |
| 4                                                  | Letizia Paternoster     | Jayco AlUla                    | z.t.     |
| 5                                                  | Maike van der Duin      | Canyon-SRAM                    | z.t.     |
| 6                                                  | Maggie Coles-Lyster     | Israel Premier Tech Roland     | z.t.     |
| 7                                                  | Arlenis Sierra          | Movistar                       | z.t.     |
| 8                                                  | Christina Schweinberger | Fenix-Deceuninck               | z.t.     |
| 9                                                  | Katrijn De Clercq       | Lotto Dstny Ladies             | z.t.     |
| 10                                                 | Marthe Goossens         | AG Insurance-Soudal Quick-Step | z.t.     |

### 4e etappe

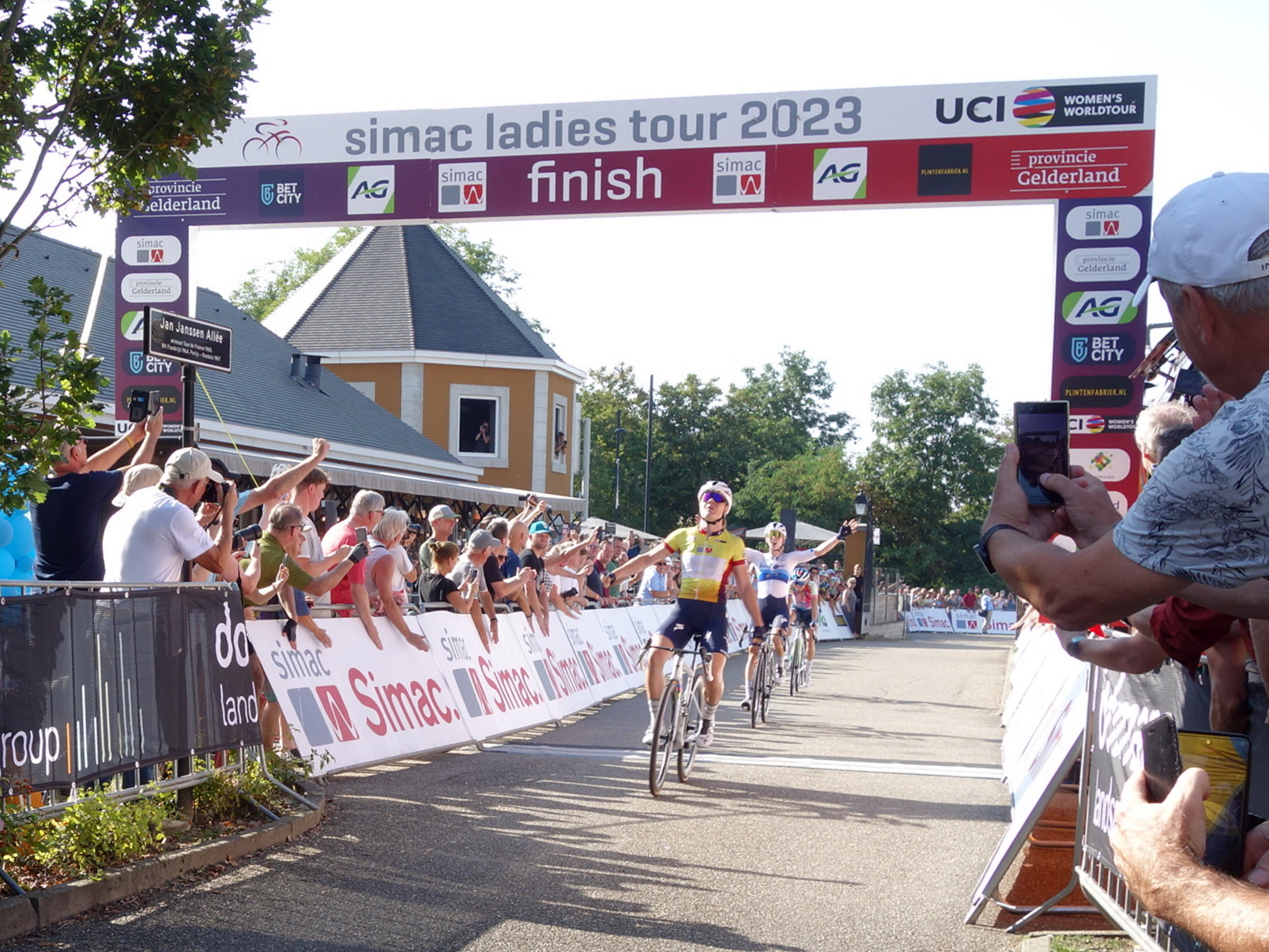
Lotte Kopecky won op de Cauberg

| Zaterdag 9 september: Valkenburg - Cauberg (131,6 km) |                      |               |          |
| Plaats                                                | Naam                 | Ploeg         | Tijd     |
| Winnaar                                               | Lotte Kopecky        | Team SD Worx  | 3u24'17" |
| 2                                                     | Lorena Wiebes        | Team SD Worx  | z.t.     |
| 3                                                     | Katarzyna Niewiadoma | Canyon-SRAM   | z.t.     |
| 4                                                     | Sofia Bertizzolo     | UAE Team ADQ  | + 10"    |
| 5                                                     | Anna Henderson       | Jumbo-Visma   | + 13"    |
| 6                                                     | Shirin van Anrooij   | Lidl-Trek     | z.t.     |
| 7                                                     | Annemiek van Vleuten | Movistar      | z.t.     |
| 8                                                     | Pfeiffer Georgi      | DSM-Firmenich | z.t.     |
| 9                                                     | Zoe Bäckstedt        | Canyon-SRAM   | + 21"    |
| 10                                                    | Karlijn Swinkels     | Jumbo-Visma   | z.t.     |

### 5e etappe

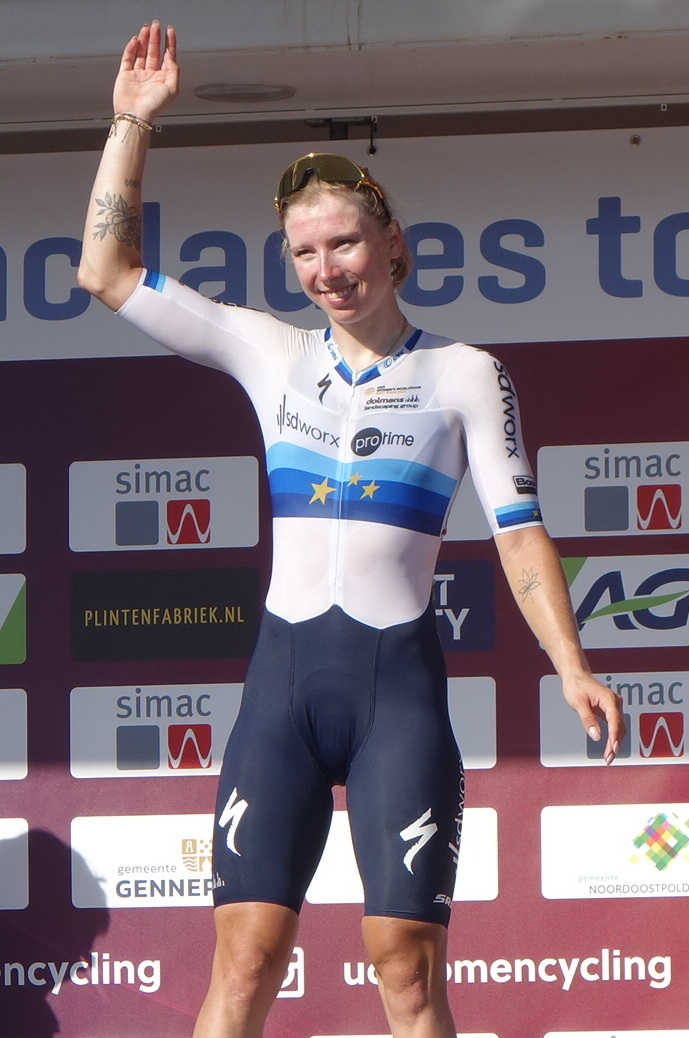
Lorena Wiebes won de slotrit in Arnhem

| Zondag 10 september: Arnhem - Arnhem (150,5 km) |                         |                  |          |
| Plaats                                          | Naam                    | Ploeg            | Tijd     |
| Winnaar                                         | Lorena Wiebes           | Team SD Worx     | 3u44'53" |
| 2                                               | Elisa Balsamo           | Lidl-Trek        | z.t.     |
| 3                                               | Lotte Kopecky           | Team SD Worx     | z.t.     |
| 4                                               | Ruby Roseman-Gannon     | Jayco AlUla      | z.t.     |
| 5                                               | Pfeiffer Georgi         | DSM-Firmenich    | z.t.     |
| 6                                               | Anniina Ahtosalo        | Uno-X            | z.t.     |
| 7                                               | Christina Schweinberger | Fenix-Deceuninck | z.t.     |
| 8                                               | Zoe Bäckstedt           | Canyon-SRAM      | z.t.     |
| 9                                               | Anna Henderson          | Jumbo-Visma      | z.t.     |
| 10                                              | Sofia Bertizzolo        | UAE Team ADQ     | + 3"     |

## Eindklassementen

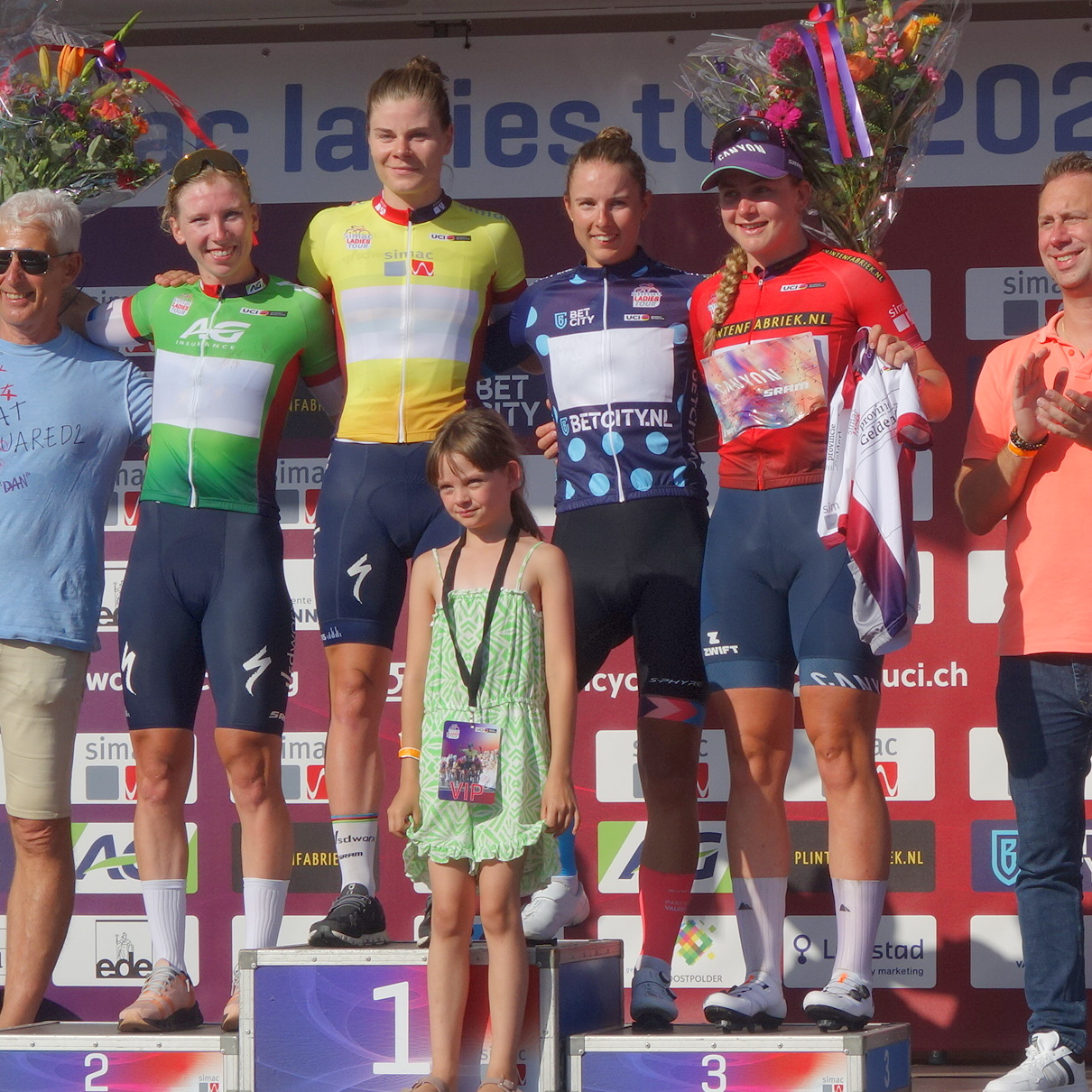
De truidragers na de 4e etappe

### Algemeen klassement
| Plaats    | Naam                    | Ploeg            | Tijd      |
| --------- | ----------------------- | ---------------- | --------- |
| Gele trui | Lotte Kopecky           | Team SD Worx     | 14u27'50" |
| 2         | Lorena Wiebes           | Team SD Worx     | + 5"      |
| 3         | Anna Henderson          | Jumbo-Visma      | + 41"     |
| 4         | Pfeiffer Georgi         | DSM-Firmenich    | + 50"     |
| 5         | Zoe Bäckstedt           | Canyon-SRAM      | z.t.      |
| 6         | Katarzyna Niewiadoma    | Canyon-SRAM      | + 55"     |
| 7         | Christina Schweinberger | Fenix-Deceuninck | + 1'02"   |
| 8         | Karlijn Swinkels        | Jumbo-Visma      | + 1'04"   |
| 9         | Shirin van Anrooij      | Lidl-Trek        | + 1'16"   |
| 10        | Yara Kastelijn          | Fenix-Deceuninck | + 1'33"   |

### Puntenklassement

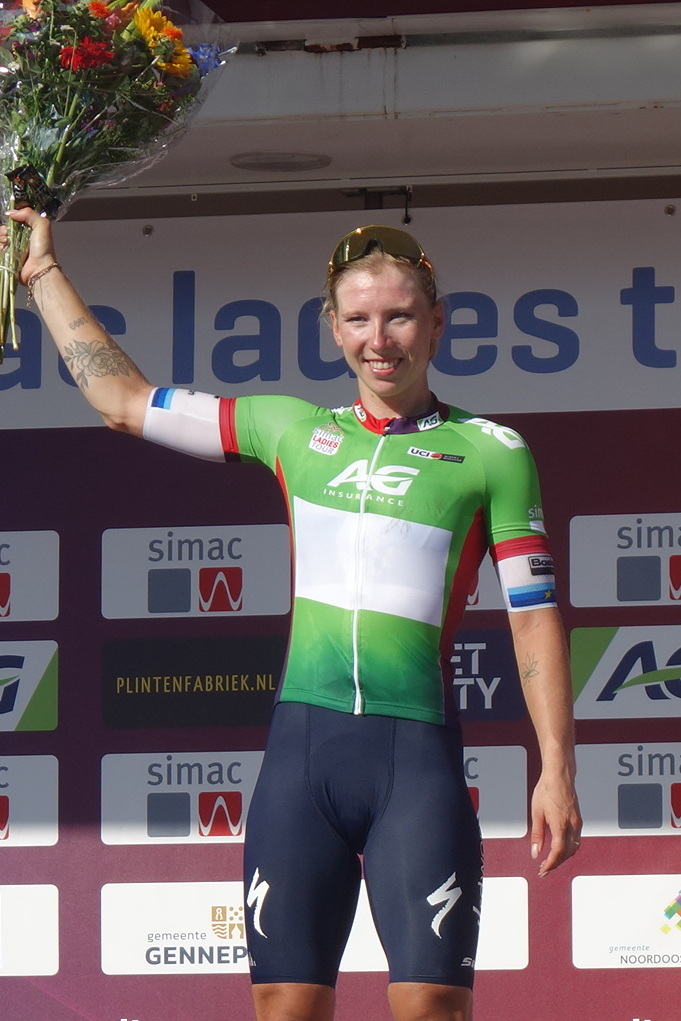
Lorena Wiebes won het puntenklassement

| Plaats      | Naam          | Ploeg        | Punten |
| ----------- | ------------- | ------------ | ------ |
| Groene trui | Lorena Wiebes | Team SD Worx | 107    |
| 2           | Lotte Kopecky | Team SD Worx | 89     |
| 3           | Elisa Balsamo | Lidl-Trek    | 69     |

### Bergklassement
| Plaats        | Naam             | Ploeg                | Punten |
| ------------- | ---------------- | -------------------- | ------ |
| Bolletjestrui | Karlijn Swinkels | Jumbo-Visma          | 18     |
| 2             | Femke Gerritse   | Parkhotel Valkenburg | 16     |
| 3             | Brodie Chapman   | Lidl-Trek            | 8      |

### Jongerenklassement

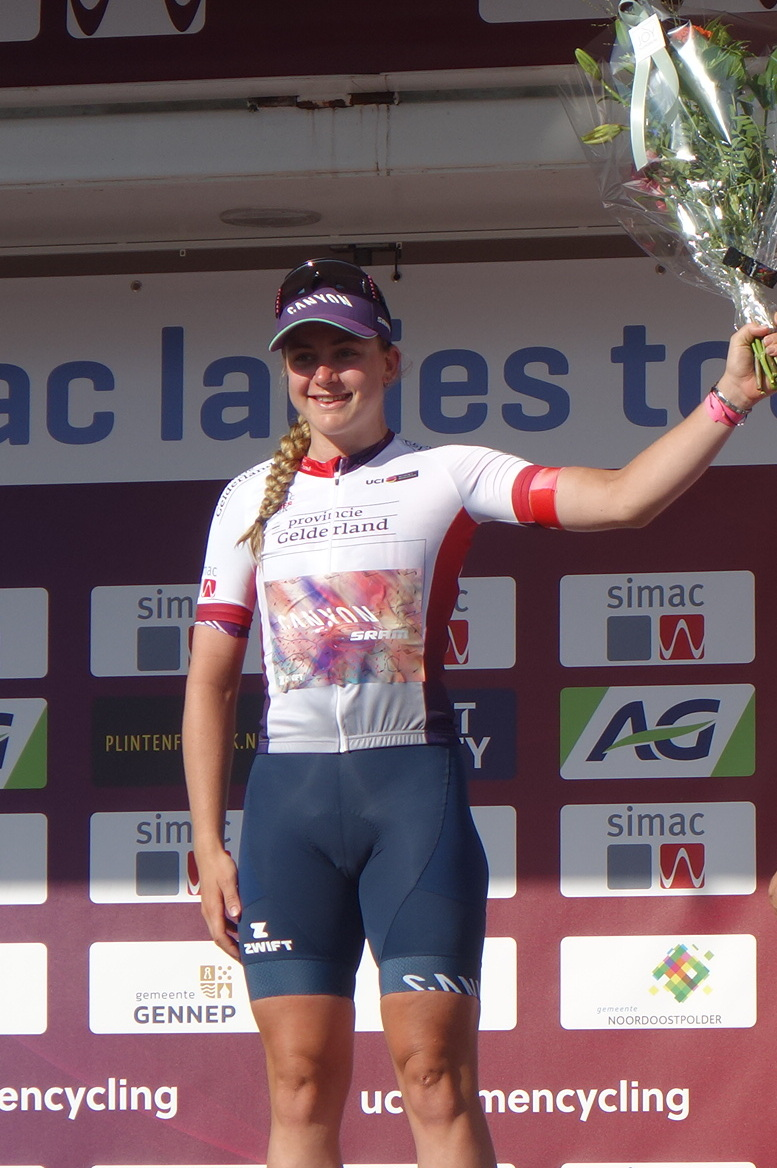
Zoe Bäckstedt was de beste jongere

| Plaats     | Naam               | Ploeg                          | Tijd      |
| ---------- | ------------------ | ------------------------------ | --------- |
| Witte trui | Zoe Bäckstedt      | Canyon-SRAM                    | 14u28'40" |
| 2          | Shirin van Anrooij | Lidl-Trek                      | + 26"     |
| 3          | Maud Rijnbeek      | AG Insurance-Soudal Quick-Step | + 2'15"   |

## Klassementsleiders na elke etappe
| Rit            | Winnares       | Algemeen klassement | Puntenklassement | Bergklassement   | Beste jongere      | Strijdlustigste      | Ploegenklassement |
| -------------- | -------------- | ------------------- | ---------------- | ---------------- | ------------------ | -------------------- | ----------------- |
| P              | Charlotte Kool | Charlotte Kool      | Charlotte Kool   | niet uitgereikt  | Maike van der Duin | niet uitgereikt      | Team SD Worx      |
| 1e             | Elisa Balsamo  | Charlotte Kool      | Charlotte Kool   | Lieke Nooijen    | Maike van der Duin | Femke de Vries       | Team SD Worx      |
| 2e             | Lotte Kopecky  | Lotte Kopecky       | Lotte Kopecky    | Lieke Nooijen    | Zoe Bäckstedt      | niet uitgereikt      | Team SD Worx      |
| 3e             | Charlotte Kool | Lotte Kopecky       | Charlotte Kool   | Lieke Nooijen    | Zoe Bäckstedt      | Scarlett Souren      | Team SD Worx      |
| 4e             | Lotte Kopecky  | Lotte Kopecky       | Lorena Wiebes    | Femke Gerritse   | Zoe Bäckstedt      | Zoe Bäckstedt        | Team SD Worx      |
| 5e             | Lorena Wiebes  | Lotte Kopecky       | Lorena Wiebes    | Karlijn Swinkels | Zoe Bäckstedt      | Katarzyna Niewiadoma | Lidl-Trek         |
| Eindklassement | Eindklassement | Lotte Kopecky       | Lorena Wiebes    | Karlijn Swinkels | Zoe Bäckstedt      | niet uitgereikt      | Lidl-Trek         |